# Сенсуализм
Сенсуализм (от фр. sensualisme, лат. sensus — восприятие, чувство, ощущение) — направление в теории познания, согласно которому ощущения и восприятия — основная и главная форма достоверного познания. Противостоит рационализму. Основной принцип сенсуализма — «нет ничего в разуме, чего не было бы в чувствах». Принцип сенсуализма относится к чувственной форме познания, в которую, кроме ощущения и восприятия, входит представление.
Крупные философы-сенсуалисты:
- Протагор — древнегреческий философ, один из старших софистов.
- Эпикур
- Джон Локк
- Этьен Бонно де Кондильяк

Термин «сенсуализм» во всеобщее употребление ввёл Виктор Кузен, который в своей «Histoire générale de la philosophie» противополагает сенсуализм идеализму и, следовательно, обозначает этим термином направление, которое теперь принято называть материализмом. Это значение термина сенсуализм не удержалось. Сенсуализмом принято теперь называть известное направление в решении гносеологических вопросов, противоположное интеллектуализму или рационализму. Основные воззрения сенсуализма состоят в следующем. Он отрицает врожденные идеи (Condillac, «Essai sur l’origine des connaissance humaines», I, гл. 2, § 9), иначе говоря, признает за разумом лишь производное, не первоначальное значение. Сенсуализм сводит все знание к ощущению: разум все своё содержание получает из ощущений («Nihil est in intellectu quod non ante fuerit in sensu»), a ощущение — из опыта; таким образом, внешний мир является источником и критерием познания. В этом пункте заключается и сходство, и различие сенсуализма с материализмом. Оба направления утверждают, что источник всего нашего познания — внешний мир, но внешний мир понимается ими совершенно различно. Материализм верит в полное или частичное тождество содержания ощущений с качествами предмета, чего сенсуализм не признает. Кондильяк в своём «Traité des sensations» (гл. I, § 2) заявляет, что статуя, одаренная обонянием, испытывает лишь чисто субъективное состояние, когда обоняет запах розы («les odeurs ne sont à son égard que ses propres modifications ou manières d'être»). В вопросе об отношении ощущений к качествам предмета Кондильяк вовсе воздерживается от суждения, считая этот вопрос праздным («Tr. d. S.», 4-я часть, гл. 5, примеч. к § 1). Таким образом, сенсуализм отнюдь не ведёт к материализму; напротив того, из него легче вывести субъективизм (то есть отрицание возможности познать внешний мир и заключить, что все познание целиком развивается из внутренних состояний сознания). Это роднит сенсуализм с субъективным идеализмом (например, Фихте); различие между ними заключается лишь в понимании деятельности субъекта. Для субъективного идеализма сущность сознания состоит в синтетической деятельности разума, и ощущение есть лишь одна и притом низшая ступень этой деятельности; для сенсуализма, наоборот, в ощущении и состоит вся деятельность сознания, из него выводится мышление и т. д. («La sensation enveloppe toutes les facultés de l’ame» — «Traite des Sens.», I, гл. 7, § 2). Кратко эту мысль выражает Гельвеций в словах: «juger, c’est sentir». Из такого отождествления мышления с ощущением следует, что никаких особых законов мысли нет. История образования ощущений, которую подробно изложил Кондильяк в своём «Traité des Sens.», рассказывает, как из ощущений сами собой образуются память, внимание и мышление и каким образом создаётся иллюзия самостоятельных духовных процессов, независимых от ощущения; в действительности необходимость мысли есть не что иное, как привычка или ассоциация, ставшая в силу частого повторения неразрывной. Всякое знание всегда имеет в своей основе известное ощущение, следовательно, знание всегда может быть только частным; обобщениям ничего реального не соответствует. Источник знания в то же самое время определяет и характер, и границы его; этот источник есть, таким образом, критерий истины. Так как ощущение зависит от впечатлений, идущих извне, — положение, которое сенсуалистами принимается на веру, — всякий же опыт есть нечто случайное, иррациональное, относительное, то всему знанию приходится приписывать случайный и относительный характер. Милль, исходя из психологических фактов, даёт следующее определение материи: материя или предмет есть не что иное, как постоянная возможность ощущений. Это определение вполне соответствует духу сенсуализма, и намеки на него мы встречаем уже у Кондильяка, с точки зрения которого предмет есть совокупность представлений о величине, плотности, твёрдости и т. д., то есть соединение представлений, полученных из разных категорий ощущений, главным образом осязания, и для образования представления о предмете вовсе не нужно мыслить носителя качеств или субстрата. Такова в общих чертах гносеология сенсуализма.
В заслугу сенсуализма можно поставить то, что он обратил внимание на более подробный психологический анализ фактов ощущения и восприятия, стараясь определить значение ощущений в познании вообще и значение отдельных категорий ощущений. В этом отношении особенного внимания заслуживают работы Кондильяка. Однако психологический анализ сенсуализма страдает тем, что смотрит с предвзятой точки зрения на факты, подлежащие анализу. Сенсуализм, подобно фокуснику, вкладывает в ощущение всё то, что вовсе не свойственно ощущению самому по себе и что сенсуализм с торжеством из него извлекает. Не ощущение создаёт сознание, память, воображение и мышление, а синтетическая деятельность сознания проявляется в этих различных формах в зависимости от различного материала, с которым она орудует. Сенсуализм механизирует, принижает деятельность сознания и по самому элементарному её обнаружению хочет судить обо всей деятельности.
Неправильному психологическому анализу соответствуют и неверные гносеологические выводы — неправомерное ограничение области знания, неправильное объяснение особенностей его (например, характера математического знания), неправильное указание критерия истины. Исторически сенсуализм проявлялся разнообразно и в различные времена, переплетаясь с материализмом, эмпиризмом и субъективным идеализмом; трудно поэтому написать историю сенсуализма, не внеся в неё чуждых элементов. Соединение сенсуализма с материализмом есть contradictio in adjecto, ибо уже самая возможность ощущения, как это отлично сознавал Кондильяк, исключает материализм, предполагая существование способности духа. Сам по себе сенсуализм есть известная форма субъективного идеализма, противоположная той, которая (например, Фихте старший) видит в деятельности разума сущность духа. С эмпиризмом сенсуализм имеет общую точку отправления в психологическом анализе и общий взгляд на значение опыта.
В древности сенсуализм можно отметить в системах Эпикура и стоиков. Ощущения образуются, по мнению Эпикура, тем, что от предметов отделяются образы, которые попадают в органы ощущений и насильно ими воспринимаются. Всякое ощущение истинно. В ощущениях заключается критерий истины; все, что не согласно с этим критерием, ложно.
Хотя стоицизм развился в постоянной полемике с эпикуреизмом, у этих двух направлений много общего. Душа, по мысли стоиков, материальна; но материализм стоиков заключает в себе пантеистические элементы, позволявшие им настаивать на единстве души, на силе разумной деятельности как коренной черты человеческой души. Душа стоиков не пассивна, подобно эпикурейской, а деятельна. В учении об ощущении стоики делают к эпикурейской теории существенное добавление: все возникает из ощущений — в этом стоики согласны с эпикурейцами; но в ощущениях, прибавляют стоики, проявляется деятельность души. В утверждении стоиков, что все представления возникают из ощущений, что все общее образуется из единичного, что критерий истины заключается в греч. φαντασίαι καταληπτικαί и в толковании, которое они дают этому критерию, ясны принципы сенсуализма, с которым учение о деятельности разума не вполне справилось.
В новой философии распространению сенсуализма способствовал Локк; хотя он был эмпириком и считал себя отчасти учеником Декарта, тем не менее несомненно, что его «Опыт о человеческом разумении» способствовал сенсуализму. Из двух источников познания — ощущений и рефлексии — Локк гораздо подробнее рассмотрел первый. Его учение о рефлексии страдает той же неопределённостью, которая заметна и в его рассуждениях о субстанции, так что из Локка весьма нетрудно было вывести последовательное сенсуалистическое учение. Во введении к своим «Новым опытам о человеческом разумении» Лейбниц сводит разногласие между сенсуализмом и рационализмом к нескольким основным пунктам и Локку, хотя и с оговорками, приписывает учение сенсуалистов, что душа есть tabula rasa (чистый лист), что все знание происходит из внешнего опыта, не исключая и истин математических, и т. д. Последовательный сенсуализм мы находим в сочинениях Кондильяка, а именно в его «Essai sur l’origine des connaissances humaines», «Traité des sensations» и «Traité des systèmes». Несмотря на несовершенство его психологического метода, на полное отсутствие экспериментального характера в его исследованиях, построенных на умозрительных, априорных предположениях, работы Кондильяка сохраняют значение в истории психологии. Книга Гельвеция «De l’esprit» не прибавляет ничего принципиально нового к «Трактату об ощущениях», хотя у Гельвеция больший наклон к материализму, чем у Кондильяка. Катт написал дополнение к Кондильяку в книге «Traité des sensations et des passions en général». Боппэ подражал Кондильяку и в том отношении, что исходной его точкой служит воображаемая статуя, одаренная жизнью. Вся школа так называемых французских идеологов находится в большей или меньшей зависимости от Кондильяка, с которым некоторые из её представителей полемизируют, другие — соглашаются.
Защиту сенсуализма в новейшее время взял на себя Тольбе, в сочинениях «Neue Darstellung des Sensualismus» (1855), «Die Grenzen und der Ursprung der menschlichen Erkenntniss im Gegensatz zu Kant und Hegel» (1865) и «Grundzüge einer extensionalen Erkenntnisstheorie» (посмертное сочинение, 1875, не окончено). Сенсуализм новейшего времени представляет опять поворот от феноменализма Кондильяка к материализму (таково, например, сочинение A. Mayer’а «Die Lehre von d. Erkenntniss», Лпц., 1875), объясняемый общим усилением материалистических тенденций в 60-х и 70-х гг. См. Harms, «Die Philosophie in ihrer Geschichte» (I, «Psychologie», Б., 1878, II: «Logik», 1887); Picaret, «Les idéologues» (П., 1891), Cousin, «Histoire générale de la philosophie» (П., 1861).